# Breuil-Bois-Robert
Breuil-Bois-Robert è un comune francese di 763 abitanti situato nel dipartimento degli Yvelines nella regione dell'Île-de-France.

## Storia

### Simboli
Lo stemma è stato adottato il 1º ottobre 2022.

## Società

### Evoluzione demografica
Abitanti censiti